# プラスメプシンI
プラスメプシンI(Plasmepsin I, EC 3.4.23.38)は、酵素である。以下の化学反応を触媒する。
ヘモグロビンα鎖の-Phe33-Leu-結合を加水分解し、分子を変性させる。
この酵素は、マラリア原虫が持つ。